# اختبار السلامة الألمانية

GS mark

علامة Geprüfte Sicherheit (اختبار السلامة الألمانية) أو GS هي علامة تصديق اختياري للمعدات التقنية. بحيث تشير إلى أن المعدات تفي بمتطلبات السلامة الألمانية، وكذلك متطلبات السلامة الأوروبية، إذا ما توفرت، لمثل هذه الأجهزة. ويكمن الاختلاف الرئيسي بين علامة GS وعلامة CE في اختبار الامتثال لمتطلبات السلامة الأوروبية واعتمادها من جانب جهاز مستقل مصدق عليه من الدولة. في حين أنه في المقابل، يتم إصدار علامة CE لاعتماد تصريح بمطابقة المنتج للتشريعات الأوروبية. فيما تستند علامة GS إلى قانون سلامة المنتجات الألماني ("Produktsicherheitsgesetz" أو "ProdSG").
يتوفر اختبار المطابقة للعلامة لدى العديد من المختبرات المختلفة، مثل  اختبار DGUV، وTÜV، وNemko، وIMQ.
على الرغم من أنه قد تم تصميم علامة GS لأغراض السوق الألمانية، إلا أنها تظهر على نسبة كبيرة من المنتجات الإلكترونية والآلات التي تباع في أماكن أخرى في العالم.

## وصلات ذات صلة
- علامة سي إي
- يو ال (منظمة سلامة)